# Massengräber in Gorje

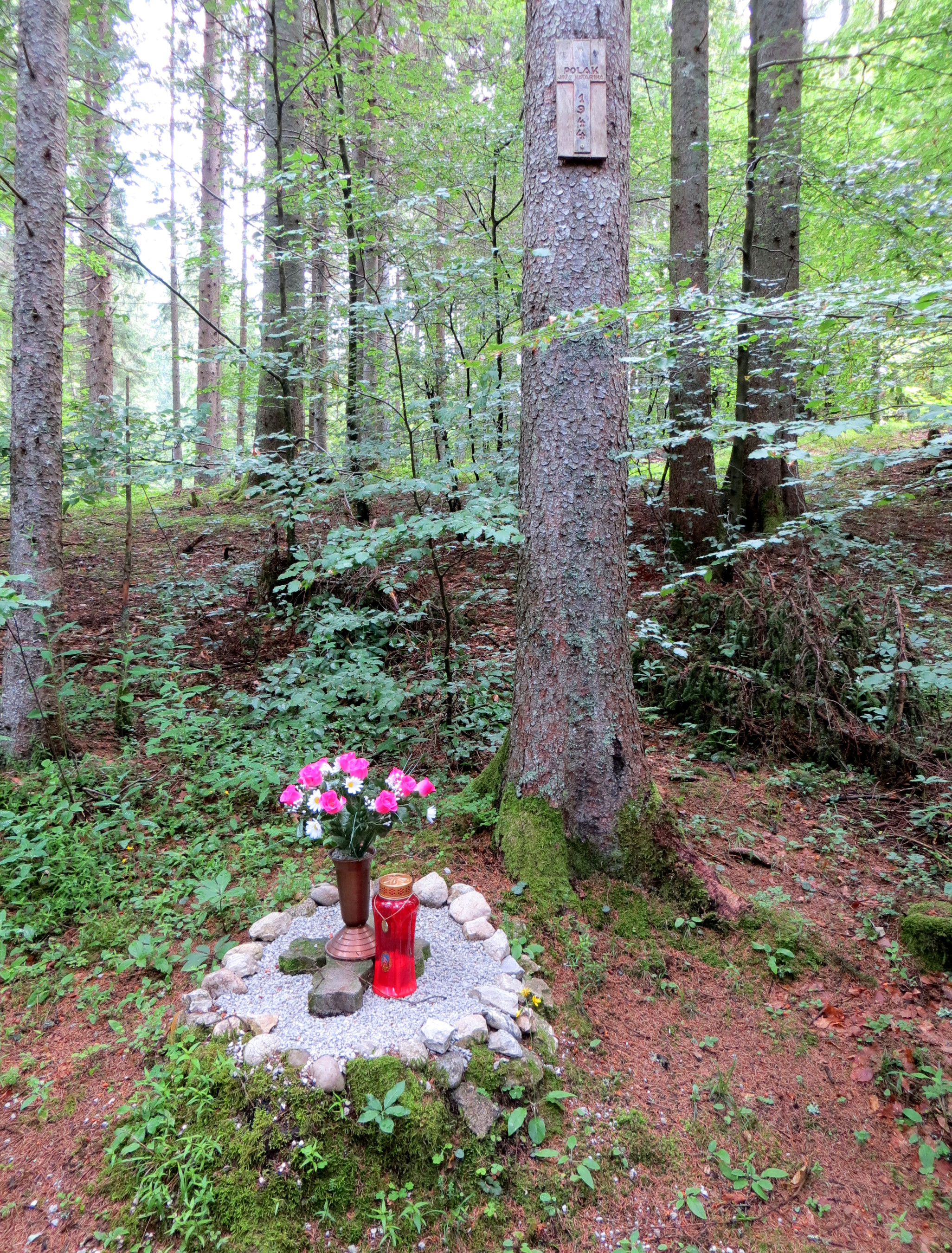
Gedenkstelle Wiesenschacht 1-Grab

Auf dem Gebiet der heutigen Gemeinde Gorje wurden Massengräber aus der Zeit um den Zweiten Weltkrieg gefunden.

## Spodnje Gorje
In Spodnje Gorje fand man vier Massengräber von Zivilisten, deutschen Soldaten und Krankenschwestern, die nach dem Ende des Zweiten Weltkriegs getötet wurden. Drei der Gräber befinden sich in den Wäldern nordwestlich der Siedlung. 
- Die Massengräber Wiese 1 und 2 (slowenisch: Grobišče Na trati 1, 2) enthalten die sterblichen Überreste von slowenischen Zivilisten italienischer Herkunft, die am 24. Juli 1945 dorthin gebracht und ermordet wurden. Sie wurden an drei Stellen begraben.[1][2]

- Das Massengrab Wiesenschacht 1 (Grobišče Brezno na trati 1), auch bekannt als Massengrab Betonhöhle (Grobišče Betonova jama) ist ein 15 Meter langer Schacht, der die Überreste von drei deutschen Kriegsgefangenen enthält.[3]

- Das Kiesgruben-Massengrab (Grobišče v peskokopu), auch bekannt als Špan-Kiesgruben-Massengrab (Grobišče Španov peskokop), liegt nördlich der Siedlung und enthält die Überreste von etwa 20 deutschen Krankenschwestern, die nach dem Krieg ermordet wurden.[4]